# Choroba

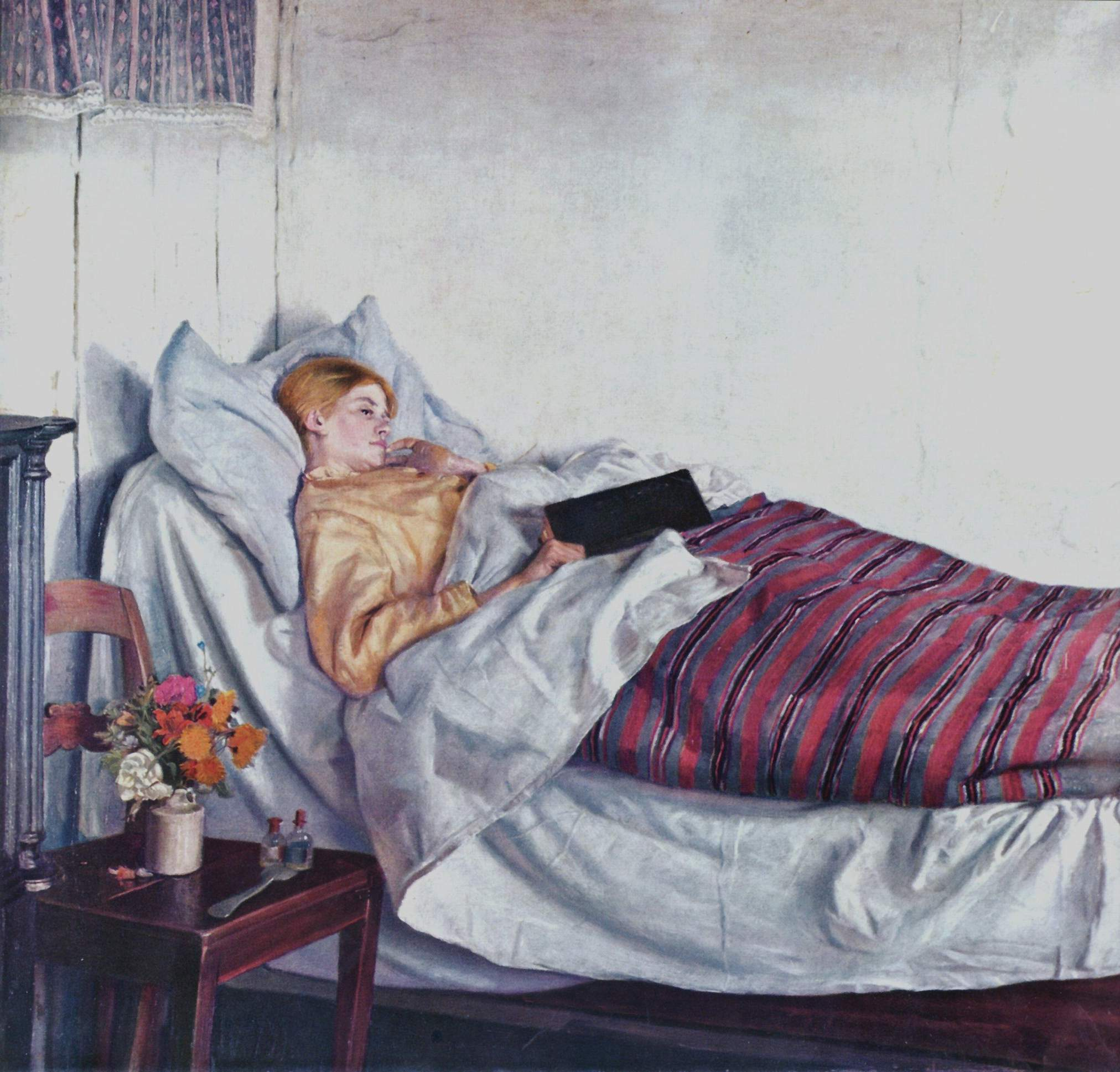
Michael Ancher, Chora dziewczyna, 1882

Choroba – jedno z podstawowych pojęć medycznych; ogólne określenie każdego odstępstwa od pełni zdrowia organizmu. Zdefiniowanie stanu chorobowego jest tak samo trudne, jak sprecyzowanie stanu pełni zdrowia (zob. dobrostan subiektywny). Patofizjologia odróżnia chorobę od procesu patologicznego oraz stanu patologicznego.
Naukami zajmującymi się diagnozą, badaniem i leczeniem chorób są:
- u ludzi – medycyna
- u zwierząt – weterynaria
- u roślin – fitopatologia.

Choroba jest zaburzeniem funkcji lub uszkodzeniu struktury organizmu. O zaistnieniu choroby mówi się, gdy działanie czynnika chorobotwórczego wywołuje niepożądane objawy, różniące się od czynności zdrowego organizmu.

## Definicja

### Definicja dotychczasowa
Do niedawna definiowano chorobę jedynie jako odwrotność zdrowia. Posługiwano się definicją sformułowaną w Konstytucji Światowej Organizacji Zdrowia (WHO) zatwierdzonej przez Międzynarodową Konferencję Zdrowia w roku 1946. Stwierdza ona, że:
Zdrowie jest stanem pełnego dobrego samopoczucia („dobrostanu”) fizycznego, psychicznego i społecznego, a nie tylko nieobecnością choroby czy niedomagania.

### Fitopatologia
Zdefiniowanie choroby w fitopatologii nastręcza wielu problemów. Chociaż wśród specjalistów z tej dziedziny panuje zgoda co do tego, że choroba jest zakłóceniem harmonijnych procesów fizjologicznych, to procesy takie zachodzą nieustannie w zmieniającym się środowisku. Dlatego za warunek konieczny uznaje się silne lub patologiczne zakłócenie procesów fizjologicznych. Dodatkowym warunkiem stwierdzenia choroby roślin jest długotrwałość zaburzenia prowadząca do trwałych zmian struktury, zmian w rozwoju lub śmierci organizmu.
W praktyce rolnej stosowana jest tak zwana definicja ekonomiczna. W tym ujęciu chore rośliny dają mniejszy lub mniej wartościowy plon w stosunku do typowego dla danego gatunku lub odmiany przy takich samych warunkach środowiska.

## Miary rozpowszechnienia chorób
- chorobowość
- zapadalność
- obciążenie chorobowe ludności

## Czynniki chorobotwórcze
- biologiczne
  - wirusy
  - bakterie
  - pierwotniaki
  - płazińce
  - stawonogi
  - obleńce
  - priony
- fizykochemiczne
  - promieniowanie
  - gleba
  - powietrze
  - zanieczyszczenia
  - trucizny
  - pogoda
- społeczne
  - nacisk społeczny
  - nieodpowiednie warunki życia
  - brak akceptacji
  - stres
- genetyczne

### Liczba śmierci
Niektóre czynniki chorobotwórcze według śmiertelności w 2016 roku w milionach (w nawiasie podano wskaźnik DALY w milionach lat):
- wszystkie poniższe – 32,8 (1080)
  - czynniki środowiskowe i czynniki w miejscu pracy – 9,3 (312)
    - skażona woda i brak higieny osobistej – 2,2 (76)
    - zatrute powietrze – 6,1 (163)
    - ekspozycja na radon i ołów – 0,5 (15)
    - czynniki w miejscu pracy (zobacz: choroby zawodowe) – 1,4 (76)

  - czynniki behawioralne – 22,3 (781)
    - niedożywienie dzieci i matek – 4,3 (275)
    - dym papierosowy – 6,9 (177)
    - alkohol i narkotyki – 3 (131)
    - niezdrowa dieta – 9,3 (229)
    - molestowanie i przemoc seksualna – 0,1 (8)
    - niebezpieczny seks – 1,8 (55)
    - zbyt niska aktywność fizyczna – 1,2 (24)

  - czynniki metaboliczne – 14,8 (402)

W porównaniu z 2006 rokiem liczba zgonów z powyższych przyczyn wzrosła o 2,9% (wskaźnik DALY spadł o 8,6%). Największy procentowy wzrost liczby zgonów zanotowano w kategorii „zbyt niska aktywność fizyczna” (o 18%), a największy spadek w kategorii „molestowanie i przemoc seksualna” (spadek o 51%).

## Powszechność
Choroby według liczby chorych ludzi w 2016 roku w milionach (w nawiasie podano wskaźnik YLD w milionach lat oraz liczbę zgonów w milionach):
- wszystkie przyczyny – 7123 (805; 54,7)
  - infekcje, choroby matek i noworodków i choroby związane z odżywianiem – 4943 (101; 10,6)
    - AIDS i gruźlica – 2051 (7; 2,2)
    - powszechne infekcje – 435 (21; 4,8)
    - malaria i zaniedbane choroby tropikalne – 1822 (14; 0,8)
    - choroby matek – 9 (1; 0,2)
    - choroby noworodków – 80 (14; 1,7)
    - niedożywienie – 1673 (41; 0,4)
    - inne – 1728 (4; 0,3)

  - choroby niezakaźne – 6682 (649; 39,5)
    - nowotwory – 43 (5; 8,9)
    - choroby układu krążenia – 469 (33; 17,6)
    - przewlekłe choroby układu oddechowego – 571 (31; 3,5)
    - przewlekłe choroby wątroby – 46 (2; 1,3)
    - choroby trawienne – 262 (7; 1,1)
    - choroby neurologiczne – 2596 (69; 2,8)
    - choroby psychiczne i uzależnienia – 1111 (150; 0,3)
    - cukrzyca, choroby układu moczowego, krwi i endokrynne – 2927 (62; 3,2)
    - bóle mięśniowo-szkieletowe – 1271 (138; 0,1)
    - inne (wady wrodzone, choroby skóry, choroby narządów zmysłu, choroby jamy ustnej) – 5292 (150; 0,6)

  - urazy – 1493 (55; 4,6)
    - urazy w wypadkach komunikacyjnych – 241 (12; 1,4)
    - niezamierzone urazy – 1128 (38; 1,8)
    - autoagresja i przemoc – 230 (4; 1,2)
    - katastrofy naturalne i wojny – 54 (1; 0,2)

  - niepełnosprawność – wiele miliardów ludzi (nieznany; 0)

## Klasyfikacja chorób
Najogólniejszą klasyfikacją chorób jest ich podział na choroby somatyczne i psychiczne. Choroby psychiczne to takie, które wiążą się z nieprawidłowym funkcjonowaniem psychiki organizmu, a somatyczne to wszystkie te, które są odpowiedzialne za nieprawidłowe działanie fizycznych funkcji ustroju.
Obecnie nie używa się określenia choroby psychicznej, zostało ono zastąpione zaburzeniem psychicznym i zachowania; czasami jednak chorobami psychicznymi nazywa się te zaburzenia, w których jako objawy występują halucynacje oraz urojenia.
Międzynarodowa Klasyfikacja Chorób ICD-10 podaje następujący podział chorób:

- choroby autoimmunologiczne
- choroby endokrynologiczne
- choroby genetyczne
- choroby hematologiczne
- choroby metaboliczne
- choroby narządów zmysłów
- choroby neurologiczne
- choroby nowotworowe
- choroby pasożytnicze
- choroby reumatyczne
- choroby skóry
- choroby stanu odżywiania
- choroby tkanki łącznej
- choroby układu krążenia
- choroby układu oddechowego
- choroby układu trawiennego
- choroby urologiczne
- choroby zakaźne
- urazy lub przeciążenia
- zaburzenia psychiczne i zachowania
- zaburzenia rozwoju

## Przebieg choroby
1. Okres utajenia (dla chorób zakaźnych okres wylęgania). Trwa od zadziałania czynnika chorobotwórczego do wystąpienia objawów.
2. Okres zwiastunów (prodromalny). Trwa od pojawienia się pierwszych objawów do pełnego rozwoju objawów klinicznych. Okres ten może kończyć się wyzdrowieniem, ponieważ mechanizmy obronne ustroju mogą być bardzo silne i zahamować rozwój choroby.
3. Okres jawny. Okres, w którym występują podstawowe objawy choroby: podmiotowe (odczuwane przez pacjenta), przedmiotowe (widoczne), ogólne oraz miejscowe. Przebieg tego okresu zależy od reakcji ustroju na bodziec patologiczny. Pod względem nasilenia procesu chorobotwórczego dzieli się na: ostre, podostre i przewlekłe.
4. Zejście choroby. Możliwy jest: powrót do zdrowia, przejście postaci ostrej w przewlekłą, wyzdrowienie z upośledzeniem sprawności oraz śmierć.